# Laax
Laax (toponimo tedesco; in romancio Lags ) è un comune svizzero di 1 990 abitanti del Canton Grigioni, nella regione Surselva.

## Geografia fisica

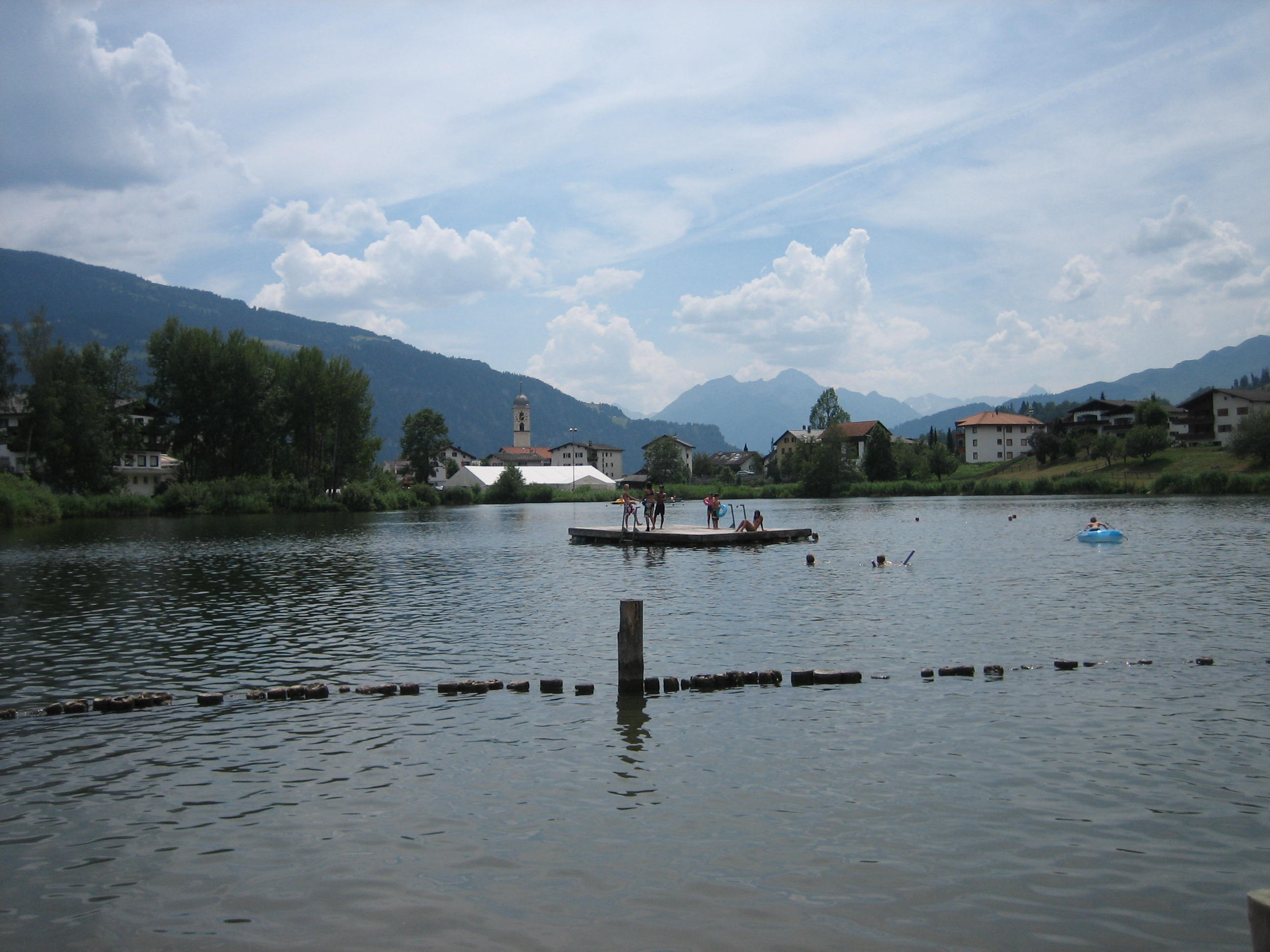
Il lago di Laax

Laax è bagnata dall'omonimo lago.

## Monumenti e luoghi d'interesse
- Chiesa cattolica dei Santi Otmar e Gallo, attestata dal 1309[3];
- Cappella di San Giacomo, eretta nel 1500 circa[3];
- Cappella di San Nicolao, eretta nel 1500 circa[3];
- Cappella di San Sebastiano, eretta nel 1500 circa[3];
- Casa Liunga, eretta nel 1609[3].

## Società

### Evoluzione demografica
L'evoluzione demografica è riportata nella seguente tabella:
Abitanti censiti

## Geografia antropica

### Frazioni
Le frazioni di Laax sono:
- Cons
- Murschetg
- Salums
- Staderas
- Uletsch

## Economia
L'economia locale trae impulso dal turismo estivo (dal 1880) e invernale (comprensorio sciistico di Laax-Flims, sviluppatosi a partire dagli anni 1960).

## Sport
Rilevante stazione sciistica, Laax ha ospitato varie tappe della Coppa del Mondo e della Coppa Europa di sci alpino e della Coppa del Mondo di freestyle; è stata anche attraversata dal Tour de Suisse di ciclismo.